# Григорьян, Григорий Аванесович
Григорий Аванесович Григорья́н (16 мая 1923, Мерв, Туркестанская АССР — 16 июля 1999, Воронеж) — командир отделения миномётной роты 204-го гвардейского стрелкового полка 69-й гвардейской стрелковой дивизии, гвардии старший сержант.

## Биография
Родился 16 мая 1923 года в Мары (ныне Туркменистан). Армянин. Окончил 8 классов. Жил в Самарканде, Куйбышеве. Работал на авиационном заводе.
В РККА с 1942 года. В боях Великой Отечественной войны с августа 1943 года. Член ВКП(б).
Командир отделения миномётной роты 204-го гвардейского стрелкового полка гвардии сержант Григорий Григорьян 20 августа 1944 года в ходе боя в районе румынского города Яссы уничтожил два пулемёта с их расчётами. Находясь в боевых порядках наступающей пехоты, гвардии сержант Григорьян миномётным огнём вывел из строя до десятка вражеских пехотинцев, из личного оружия — четверых. Первым ворвался в расположение противника и уничтожил пулемёт. Несмотря на полученное ранение он продолжал вести огонь по врагу. За мужество и отвагу, проявленные в боях, 18 сентября 1944 года гвардии сержант Григорьян Григорий Аванесович награждён орденом Славы III степени.
Отделение миномётной роты 204-го гвардейского стрелкового полка под командованием гвардии сержанта Григория Григорьяна 5 декабря 1944 года у населённого пункта Хироз-Багр, расположенного в 38-и километрах южнее венгерского города Комаром, неожиданно обстреляло неприятеля и, пользуясь его замешательством, пленило девять солдат противника. За мужество и отвагу, проявленные в боях, 28 декабря 1944 года гвардии сержант Григорьян Григорий Аванесович награждён орденом Славы II степени.
8 мая 1945 года при отражении контратаки превосходящих сил противника около населённого пункта Брандштадт, расположенного в 40 километрах юго-западнее австрийского города Санкт-Пёльтен, командир отделения миномётной роты 204-го гвардейского стрелкового полка гвардии старший сержант Григорий Григорьян миномётным огнём рассеял наступавших. В этом бою было уничтожено семеро и взято в плен двадцать три гитлеровца.
Указом Президиума Верховного Совета СССР от 15 мая 1946 года за образцовое выполнение заданий командования в боях с немецко-вражескими захватчиками гвардии старший сержант Григорьян Григорий Аванесович награждён орденом Славы I степени, став его полным кавалером.
Гвардии старшина Григорьян Г. А. демобилизован в 1947 году. Жил в Самарканде, затем в Сталинабаде. Работал в Таджикском монтажном управлении «Гидромонтаж» начальником отдела. Затем переехал в Воронеж, где скончался 16 июля 1999 года. Похоронен на Коминтерновском кладбище.

## Награды и премии
- орден Отечественной войны I степени (6.4.1985)
- медаль «За отвагу» (28.10.1943)
- медаль «За боевые заслуги» (27.6.1944)
- Почётный гражданин города Шпола Черкасской области